# Makedonische Bulgaren

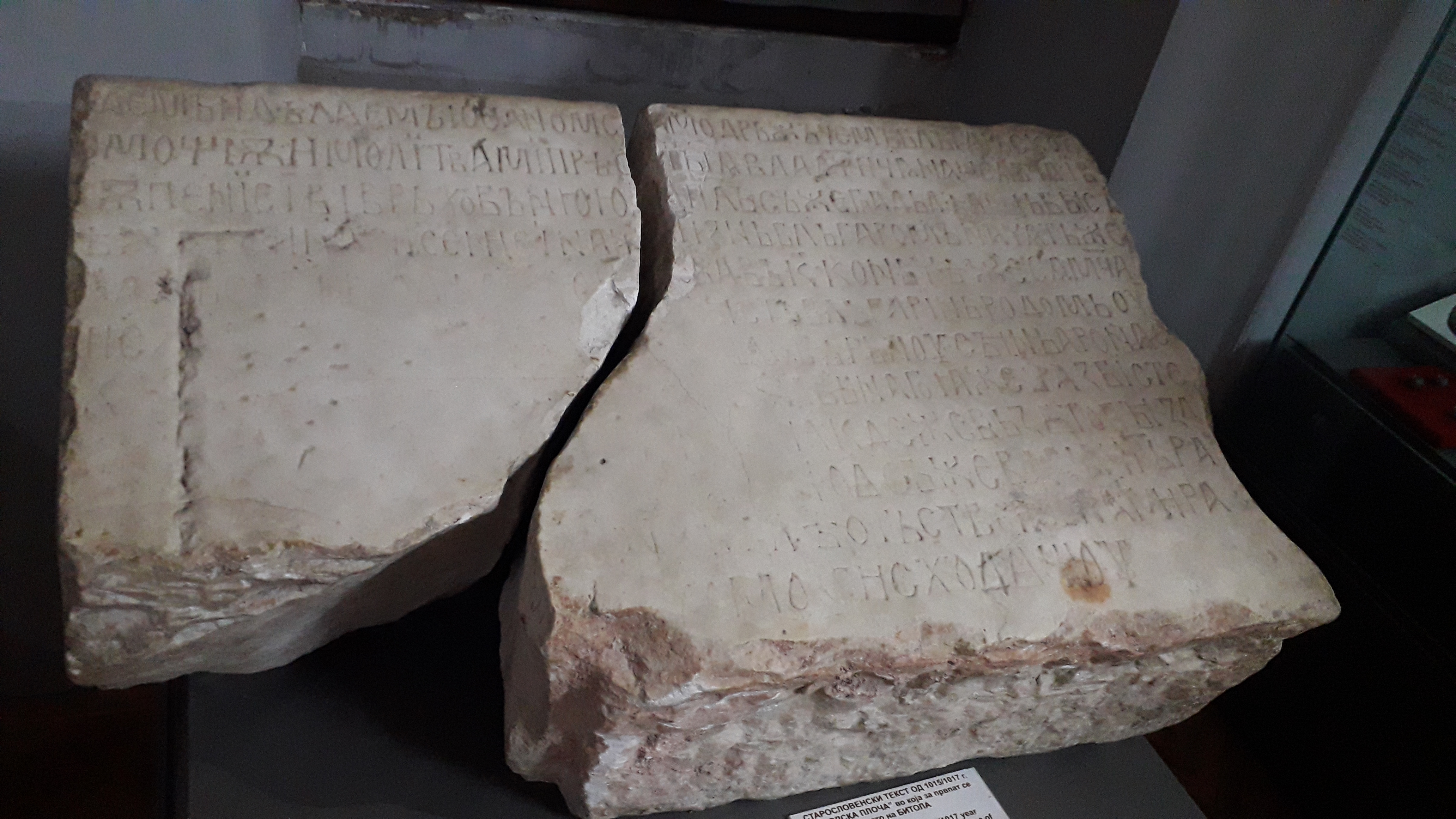
Die Bitola-Inschrift ist eine Marmorplatte mit kyrillischen Buchstaben von Zar Iwan Wladislaw aus dem Jahr 1016. Der Text berichtet unter anderem, dass er Zar von Bulgarien war, und bezeichnete sich und seine Untertanen als Bulgaren.

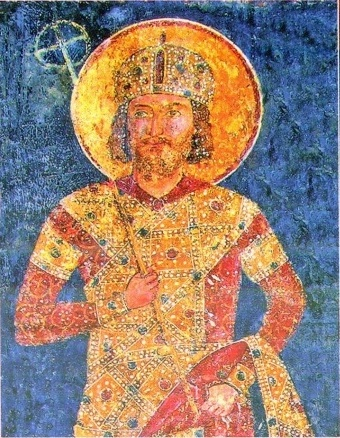
Der in Skopje geborene Zar Konstantin Tich Assen, der als Zar von Bulgarien regierte (1257–1277)

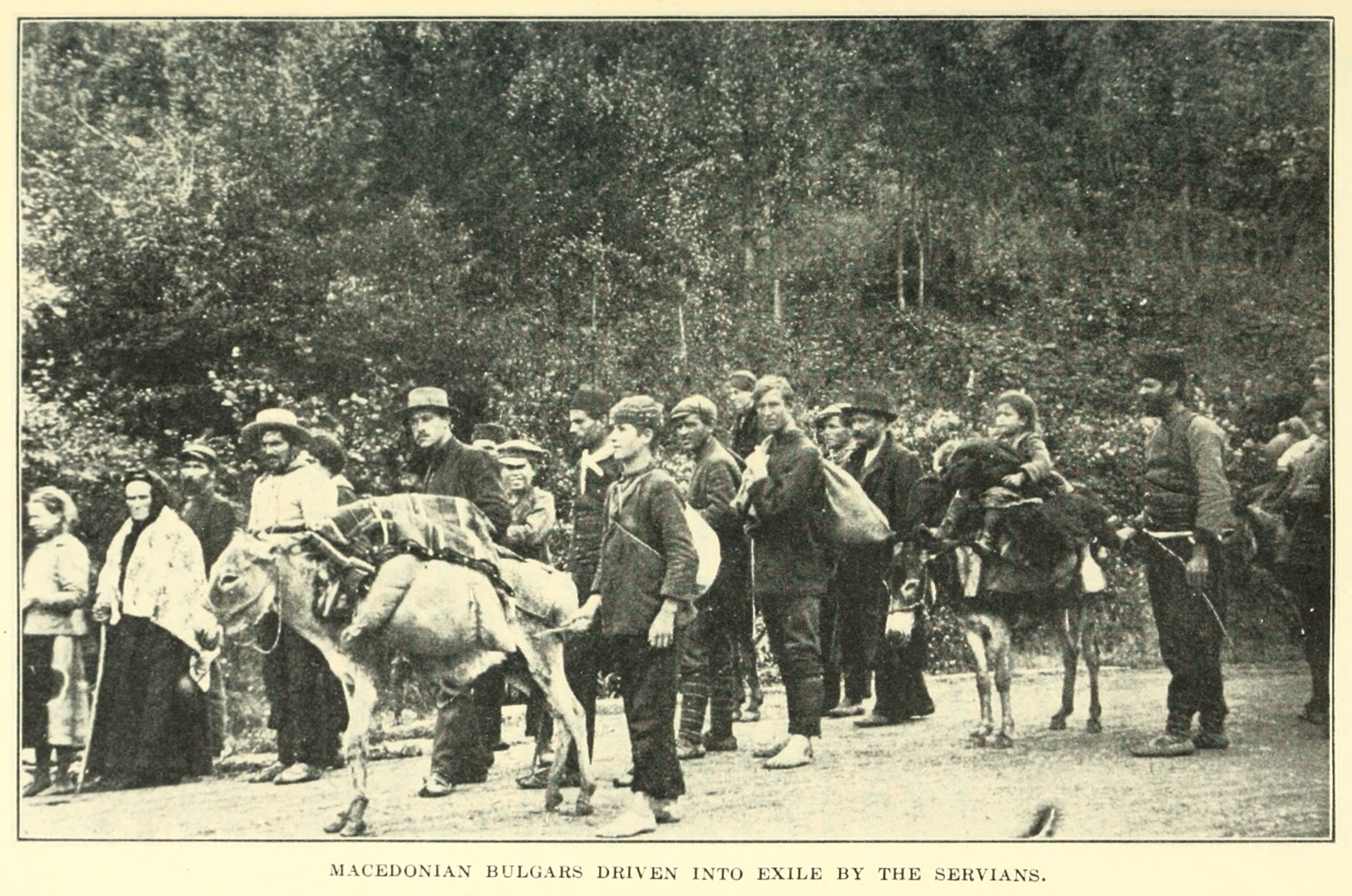
Bulgarische Flüchtlingskolonne aus Makedonien (1914)

Als Makedonische Bulgaren oder Mazedonische Bulgaren (bulgarisch Македонски българи, oft auch nur Македонци/Makedonzi, deutsch Makedonier/Mazedonier genannt) sind eine regionale, ethnographische Gruppe ethnischer Bulgaren, die in der Region Makedonien leben oder aus dieser stammen. So wurde die Mehrheit der slawischsprachigen Bevölkerung Makedoniens von den meisten Angehörigen der nationalbewussten Minderheit und von externen Beobachtern bezeichnet, ab dem 10. Jahrhundert zunächst im Sinne eines Demonyms und vom 19. bis zum frühen 20. Jahrhundert im nationalen Sinne.  Seit 1913 konzentriert sich die makedonisch-bulgarische Bevölkerung größtenteils auf Pirin-Makedonien, ein großer Teil ist jedoch über ganz Bulgarien und die Diaspora verstreut.
In Bulgarien werden im engeren Sinne die bulgarischen Flüchtlinge aus der Landschaft Makedoniens (→ Vilayet Manastır und Vilâyet Saloniki) im heutigen Norden Griechenlands (→ Griechisches Makedonien) und dem heutigen Nordmazedonien bezeichnet. Im weiteren Sinne bezeichnen sich in Bulgarien auch die bulgarischen Bewohner des heutigen bulgarischen Teils der Landschaft Makedonien (Pirin-Makedonien) als bulgarische Makedonier, oft auch verkürzt nur als Makedonier und bilden eine der sprachlichen Gruppen des Landes. Darüber hinaus bezeichnen sich die bulgarische Einwohner Nordmazedoniens ebenfalls als makedonische Bulgaren.
Im historischen Kontext als makedonische Bulgaren wurden also die zahlreichen Mitglieder des Bulgarischen Exarchats und der bulgarischen Unierten Kirche in der Landschaft Makedonien im frühen 20. Jahrhundert beschrieben.

## Geschichte
Laut dem Historiker Apostolos Vacalopoulos werden seit Beginn des 18. Jahrhunderts von Reisenden in der Region Makedonien ausschließlich Bulgaren erwähnt. Dies zeigt, dass sie die größte slawische Gemeinschaft bildeten und nach und nach die wenigen serbischen Dorfbewohner absorbierten. Infolgedessen begannen die slawischsprachigen Bewohner des osmanischen Makedoniens, die bereits dem Namen nach Bulgaren waren, im 19. Jahrhundert eine überwiegend bulgarische nationale Identität zu entwickeln. Allerdings hatte das Wort „bulgarisch“ vor den 1870er Jahren eine Konnotation mit armen, slawischsprachigen Bauern, da der Großteil der slawischen Bevölkerung in den ländlichen Gebieten Makedoniens lebte und hauptsächlich aus Çiflik-Bauern bestand.
Mit dem Aufstieg des Nationalismus im Osmanischen Reich im 19. Jahrhundert nutzten rivalisierende bulgarische, griechische und serbische Nationalismen religiöse und pädagogische Institutionen, um die Bevölkerung Makedoniens an ihre jeweilige nationale Sache zu binden. Das klassische osmanische Millet-System begann mit der fortschreitenden Identifikation des religiösen Glaubens mit der ethnischen Identität zu zerfallen. So entstand im Kampf um die Anerkennung einer eigenen Nationalkirche die moderne bulgarische Nation und die religiöse Zugehörigkeit wurde zu einer Folge nationaler Loyalität. Der halboffizielle Begriff „bulgarisches Millet“ wurde 1847 erstmals vom osmanischen Sultan verwendet und war seine stillschweigende Zustimmung zu einer eher ethnolinguistischen Definition der Bulgaren als eigenständige ethnische Gruppe. Offiziell als eigenständiges Millet wurden 1860 die bulgarischen Unierten und 1870 die bulgarischen Exarchisten anerkannt.
Zeitgenössische Reisende, Ethnographen und Linguisten, darunter der slowakische Philologe Pavel Jozef Šafárik (1842), der französische Geologe Ami Boué (1847, 1854), der französische Ethnograph Guillaume Lejean (1861), die englischen Reiseschriftsteller Georgina Muir Mackenzie und Paulina Irby (1867), der russische Ethnograph Michail Mirkowitsch (1867), der tschechische Folklorist Karel Jaromír Erben (1868), der deutsche Kartograf August Heinrich Petermann (1869), der deutsche Geograph Heinrich Kiepert (1876), der österreichische Diplomat Karl Sax (1877) identifizierten die Slawen, die im heutigen Kosovo in Rumelien lebten, eindeutig als Serben und bezeichneten die in Makedonien lebenden Slawen ausschließlich als Bulgaren. Sie alle legten auch die ethnografische Grenze zwischen Serben und Bulgaren entlang des Šar-Planina-Gebirges fest. Laut der Encyclopædia Britannica stellten die makedonischen Bulgaren zu Beginn des 20. Jahrhunderts die Bevölkerungsmehrheit in der gesamten Region Makedonien, das damals zum Osmanischen Reich gehörte.
Mehrere Flüchtlingswellen (nach dem Ilinden-Preobraschenie-Aufstand (1903), nach den Verträgen von Sèvres und Neuilly-sur-Seine (1919), Lausanne (1923) sowie nach den Balkankriegen (1912–1913) und den Weltkriegen) dezimierten ihre Anzahl in den nichtbulgarischen Gebieten Makedoniens. Serbische Schätzungen für das Jahr 1913 für das Gebiet Vardar-Mazedonien gehen von einer Anzahl von 90.000, damals rund 10 % der Gesamtbevölkerung aus. In der Periode nach dem Ersten Weltkrieg lebten über 100.000 als Flüchtlinge in Bulgarien. Zusammen mit den bulgarischen Flüchtlingen aus Thrakien (→ Thrakische Bulgaren) stellen sie ein Viertel bis ein Drittel der heutigen bulgarischen Bevölkerung des Staates Bulgarien dar. Weitere Flüchtlinge wanderten in die USA und Australien aus.
Seit den Balkankriegen von 1912/13 entstanden in den bulgarischen Städten Flüchtlingslager für vertriebenen Makedonische Bulgaren. In der Bulgarischen Hauptstadt Sofia leitete der massive Zustrom gar die zweite Phase der neuzeitlichen Baugeschichte ein, die sich durch den Bau von Wohnhäusern für die Vertriebenen und Zuwanderer auszeichnete. Die Orte an welchen sie sich niederließen, trugen – wie damals üblich – den Namen der Heimatregion oder -stadt. Später entstanden daraus Viertel wie zum Beispiel die Sofioter Gevgelija-Viertel (benannt nach der makedonischen Stadt Gevgelija) oder das Goze-Deltschew-Viertel (benannt nach dem Revolutionär Goze Deltschew) und weitere.